# 阎红心
阎红心(1960年11月-)，男，汉族，河南内黄人。河南省委党校研究生学历，1981年9月参加工作，1983年10月加入中国共产党。曾任开封市人大常委会主任。

## 简历
1981年毕业于安阳师专物理专业；
1996年12月，任范县县长；1999年3月，任范县县委书记；
2001年6月，任平顶山市副市长；2004.05-2005年11月，任平顶山市副市长，市公安局局长；2005年11月，任中共平顶山市委常委、宣传部部长；
2009年2月，任中共开封市委常委、市纪委书记；
2014年2月至2022年12月，任开封市人大常委会主任、党组书记；